# Pescadoires
Pescadoires é uma comuna francesa na região administrativa de Occitânia, no departamento de Lot. Estende-se por uma área de 3,28 km². Em 2010 a comuna tinha 191 habitantes (densidade: 58,2 hab./km²).